# Dumo i njegov narod
Dumo i njegov narod bio je vjesnik župe Bezgrešnog Začeća Marijina, Donje Hrasno. Izlazio je kao zbornik, polugodišnjak, povremenik u vremenu od 1965. do 1981. godine. 
U početku je tiskan ciklostilom, a od 5. broja u tehnici knjigotiska. Od 1. do 23. broja (1965. – 1976.) časopis je izlazio dvaput godišnje, obično oko Uskrsa i Božića, a od 23. do 26. broja (1976. – 1979.) izlazio je jednom godišnje, o Božiću. Prosječna naklada časopisa bila je oko 2000 primjeraka, te prosječno 64 stranice po izdanju. Posljednji broj izišao je tri mjeseca prije smrti njegova urednika. Ukupno je bilo izdano 28 brojeva.:str. 456.
Časopis je kroz sve brojeve sadržavao sljedeće rubrike::str. 457.
- Uvodnici (pozdravi i čestitke čitateljima u župi, u Trebinjskoj biskupiji i po svijetu)
- Župnikova razmišljanja (osvrti na događaje u župi)
- Iz naše prošlosti (pisma iz starine, povijesni događaji, obljetnice, prikazi pojedinih hercegovačkih plemena odnosno prezimena)
- Iz župe Hrasno (vjerski i moralni osvrt na zanimljivosti iz župe)
- Iz okolnih župa (novosti, svečanosti i događaji kako iz Trebinjske tako i iz drugih susjednih biskupija)
- Književni pokušaji (prozni prikazi i poučne priče amaterskih i priznatih pjesnika, seoskih pjevača, guslara)
- Pouke i zgode (poslovice, duhovite izreke, dosjetke i šale iz naroda, ponajčešće vezane uz određena imena)
- Braća po svijetu (rođenja, vjenčanja, jubileji i događaji odseljenika)
- Preminuli u Gospodinu (preminuli iz župe ili svijeta, na bilo koji način povezani s Hrasnom)
- Oglasi knjiga (iz vlastite naklade i od drugih izdavača)
- Popis imena dobrotvora (za časopis ili vjerske objekte u Hrasnu)

Iako je don Stjepan Batinović bio glavni urednik sve vrijeme izlaženja, suradnici časopisa bili su gotovo svi župnici Trebinjske biskupije u tom vremenu, kao i mnogi đaci, studenti, seoski pjesnici te iseljenici iz toga kraja, čime se zapravo ostvarivala don Stjepanova zamisao povezivanja svih stanovnika Hrasna, neovisno gdje su živjeli.:str. 458.
Godine 1998. u izdanju Župnog ureda Hrasno i Turističke naklade Zagreb izdan je pretisak časopisa u tri sveska.